# Рубцово (Псковская область)
Рубцово — деревня в Палкинском районе Псковской области России.
Входит в состав Палкинской волости.
Расположена на северном берегу Смолинского озера, у северо-западной границы посёлка Палкино.
Население — 58 человек (2000 год).